# أوسكار راؤول أجواد
اوسكار راؤول أجواد هو سياسي أرجنتيني شغل منصب وزير الدفاع من 2017 إلى 2019, وعمل في حكومة الرئيس موريسيو ماكري. كان عضوًا في مجلس النواب من 2005 إلى 2015 ، حيث أصبح رئيسًا لكتلة UCR.

## نشأته
ولد أغواد في قرطبة لأبوين هيلدا بيلي وراؤول أجواد عام 1950. لعائلة من أصل سوري. التحق بجامعة قرطبة الوطنية وحصل على إجازة في القانون مع تخصص في قانون الشركات والضرائب والقانون الجنائي.  تزوج من ماريا دولوريس ألبارينك عام 1976 ، وأنجبا خمس بنات.

## حياته المهنية
شغل منصب وزير الدفاع الأرجنتيني من 2017 إلى 2019, ووزير الاتصالات من 2015 إلى 2017 تحت حكم ماوريسيو ماكري، كما كان نائب الأمة الأرجنتينية لمحافظة قرطبة. كما كان يشغل منصب المراقب الفيدرالي لمدينة كورينتس من 1999 إلى 2001,و وزير الشؤون المؤسسية والتنمية الاجتماعية لإقليم قرطبة من 1995 إلى 1999.

## اقرأ أيضا
- عرب الأرجنتين
- عرب أمريكا اللاتينية

## وصلات خارجية
- الموقع الرسمي ( بالإسبانية )